# Albert Snell
Albert Snell (Doncaster, 7 febbraio 1931 – 31 marzo 2007) è stato un calciatore inglese, di ruolo centrocampista.

## Carriera
Ha giocato nelle giovanili del Doncaster, club della sua città natale, in cui in seguito ha anche militato in prima squadra nella terza divisione inglese, senza tuttavia mai scendervi in campo in partite ufficiali.
Nel 1952 si è trasferito in prima divisione al Sunderland; ha fatto il suo esordio con i Black Cats (e di fatto anche in generale tra i professionisti) il 18 ottobre 1952 nella partita di campionato vinta per 2-1 sul campo del Middlesbrough; nel prosieguo della stagione gioca poi una seconda partita, mentre nella stagione successiva gioca in tutto 4 partite di campionato, a cui ne aggiunge ulteriori 3 nella First Division 1954-1955: in questo campionato segna anche una rete (la sua prima e, di fatto, anche unica in carriera tra i professionisti), il 6 novembre 1954 nel pareggio casalingo per 3-3 contro i londinesi del Chelsea.
Prosegue poi la carriera con l'Halifax Town, club con il quale tra il 1955 ed il 1957 gioca in totale 25 partite nella terza divisione inglese; chiude infine la carriera con i semiprofessionisti dell'Ashington.